# Paul Kariya
Paul Tetsuhiko Kariya (Vancouver, 1974. október 16. –) olimpiai és világbajnok kanadai jégkorongozó. 2017-ben beválasztották a Jégkorong Hírességek Csarnokába (HHOF).

## Karrier
Junior pályafutását a Penticton Panthers-ban kezdte a Brit Kolumbiai Junior Hokiligában. Kivételes adottságai már ekkor megmutatkoztak, amikor 94 meccsen 91 gólt, összesen 244 pontot szerzett. Ő volt az első újonc játékos, aki megkapta a Hobey Baker-díjat, mint az egyetemi bajnokság legjobbjának járó kitüntetést.
Igen rossz időben, az 1994-1995-ös szezonban mutatkozott be az NHL-ben, amely kiírás a játékossztrájk miatt mindössze 48 meccset foglalt magában. "zöldfülűként" mégis már ekkor jelezte jelenlétét, 47 meccsen 39 pontot szedett össze, ebből 18 egység gól volt.
1995-ben a szezont már mint leendő sztárjelölt kezdte meg, amely elvárásnak eleget is tett, hiszen mind ezidáig legtermékenyebb szezonját tudhatja magáénak. 50 gólja és 58 előkészítése a 7. legtöbb szerzett pont volt abban a szezonban. Meg kell jegyezni, hogy teljesítményjavulását nagyban elősegítette, hogy a szezon közben a csapat megszerezte Teemu Selänne-t a Winnipeg Jets-től. Ketten együtt gyakorlatilag megállíthatatlanok voltak, termékenységük már-már házi, és egyben baráti rivalizálásba csapott át. Mi sem mutatja jobban, mint, hogy Selanne 28 meccsén 36 alkalommal került a jegyzőkönyv pontszerző rovatába. Ezek ellenére sem került a csapat a playoffba. A Winnipeg Jets-el végeztek holtversenyben, de a több győzelem a Jets javára döntött.
1998-ban az Olimpiai résztvevők listáján biztos helye volt, ám a Gary Suter-től elszenvedett sérülésének köszönhetően ezt kénytelen volt kihagyni.
2003-ban Paul hathatós segítségével a szárnyasok első ízben jutott el az NHL nagydöntőjéig. Adam Oates és Petr Sykora mögött a 3. legtermékenyebb támadója volt az alakulatnak hat góllal és ugyan ennyi előkészítéssel. Ám a legemlékezetesebb momentuma mégsem a teljesítménye alapján maradt meg az emberekben. A finálé 6. meccsén, a 2. játékrészben volt "szerencséje" egy betonkemény ütközést kapnia a Devils kapitányától, Scott Stevens-től. Hosszú percekig feküdt a jégen mozdulatlanul, és noha magától állt lábra, mégis két csapattársa segítségével hagyta el a játékteret.
11 perccel később visszatért és megszerezte eddigi karrierje legnagyobb gólját, aminek köszönhetően a Ducks kiharcolta a 7., egyben mindent eldöntő meccset. Szerencsésnek mondhatja magát, mivel az első, még '98-ban elszenvedett agyrázkódása után néhány felszerelését átalakították, amelyek nagyobb védelmet biztosítottak számára.
Ám a csoda eddig tartott, mivel az Anaheim elveszítette a 7. meccset, és ezzel véget is ért a mesébe illő menetelés.
Egyéves sikertelen, Colorado-i kitérőt követően 2005-ben a lockout után Nashville-ben talált magának új otthont, ahol két viszonylag jó szezont produkált. A fiatal alakulatban a mai napig tartja a pont és a gólpassz rekordot éves szinten.
Nashville-i kiruccanását követően St. Louis volt a következő megálló. Két évad ment le a hároméves szerződésből, és eddigi szereplése csak árnyéka önmagának. 93 meccsen 18 gólt szerzett, ennél kevesebbet csak 98-ban szerzett, szám szerint 17-et. Csak akkor 22 meccsen.
A statisztika kedvéért megjegyzendő, hogy az Anaheim-ből való elköltözés óta eltelt 5 szezonban csupán egyszer sikerült átlépni a 30 gólos álomhatárt. Azelőtt kilenc kiírásból hatszor szárnyalta túl ezt a mérföldkövet.
2011. június 29-én, több orvos egybehangzó véleményére hivatkozva bejelentette a visszavonulását, miután több, mint egy évet ki kellett hagynia agyrázkódás miatt. Noha a rehabilitációja biztatóan sikerült, még a legutolsó MRI képen is látható volt az agy sérülése. Ennek is köszönhető, hogy Kariya úgy döntött, még akkor szeretne kiszállni, mielőtt maradandó agykárosodást szenvedne.

## Karrier statisztika
|                 |                         |                 |                          | Alapszakasz              | Alapszakasz              | Alapszakasz              | Alapszakasz              | Alapszakasz              |                          | Rájátszás                | Rájátszás                | Rájátszás                | Rájátszás                | Rájátszás |
| Szezon          | Csapat                  | Liga            | MSz                      | G                        | A                        | P                        | B                        | MSz                      | G                        | A                        | P                        | B                        |                          |           |
| --------------- | ----------------------- | --------------- | ------------------------ | ------------------------ | ------------------------ | ------------------------ | ------------------------ | ------------------------ | ------------------------ | ------------------------ | ------------------------ | ------------------------ | ------------------------ | --------- |
| 1992–1993       | University of Maine     | HE              | 39                       | 25                       | 75                       | 100                      | 12                       | —                        | —                        | —                        | —                        | —                        |                          |           |
| 1993–1994       | University of Maine     | HE              | 12                       | 8                        | 16                       | 24                       | 4                        | —                        | —                        | —                        | —                        | —                        |                          |           |
| 1994–1995       | Mighty Ducks of Anaheim | NHL             | 47                       | 18                       | 21                       | 39                       | 4                        | —                        | —                        | —                        | —                        | —                        |                          |           |
| 1995–1996       | Mighty Ducks of Anaheim | NHL             | 82                       | 50                       | 58                       | 108                      | 20                       | —                        | —                        | —                        | —                        | —                        |                          |           |
| 1996–1997       | Mighty Ducks of Anaheim | NHL             | 69                       | 44                       | 55                       | 99                       | 6                        | 11                       | 7                        | 6                        | 13                       | 4                        |                          |           |
| 1997–1998       | Mighty Ducks of Anaheim | NHL             | 22                       | 17                       | 14                       | 31                       | 23                       | —                        | —                        | —                        | —                        | —                        |                          |           |
| 1998–1999       | Mighty Ducks of Anaheim | NHL             | 82                       | 39                       | 62                       | 101                      | 40                       | 3                        | 1                        | 3                        | 4                        | 0                        |                          |           |
| 1999–2000       | Mighty Ducks of Anaheim | NHL             | 74                       | 42                       | 44                       | 86                       | 24                       | —                        | —                        | —                        | —                        | —                        |                          |           |
| 2000–2001       | Mighty Ducks of Anaheim | NHL             | 66                       | 33                       | 34                       | 67                       | 20                       | —                        | —                        | —                        | —                        | —                        |                          |           |
| 2001–2002       | Mighty Ducks of Anaheim | NHL             | 82                       | 32                       | 25                       | 57                       | 28                       | —                        | —                        | —                        | —                        | —                        |                          |           |
| 2002–2003       | Mighty Ducks of Anaheim | NHL             | 82                       | 25                       | 56                       | 81                       | 48                       | 21                       | 6                        | 6                        | 12                       | 6                        |                          |           |
| 2003–2004       | Colorado Avalanche      | NHL             | 51                       | 11                       | 25                       | 36                       | 22                       | 1                        | 0                        | 1                        | 1                        | 0                        |                          |           |
| 2004–2005       | Nem játszott            |                 | 2004–2005-ös NHL-lockout | 2004–2005-ös NHL-lockout | 2004–2005-ös NHL-lockout | 2004–2005-ös NHL-lockout | 2004–2005-ös NHL-lockout | 2004–2005-ös NHL-lockout | 2004–2005-ös NHL-lockout | 2004–2005-ös NHL-lockout | 2004–2005-ös NHL-lockout | 2004–2005-ös NHL-lockout | 2004–2005-ös NHL-lockout |           |
| 2005–2006       | Nashville Predators     | NHL             | 82                       | 31                       | 54                       | 85                       | 40                       | 5                        | 2                        | 5                        | 7                        | 0                        |                          |           |
| 2006–2007       | Nashville Predators     | NHL             | 82                       | 24                       | 52                       | 76                       | 36                       | 5                        | 0                        | 2                        | 2                        | 2                        |                          |           |
| 2007–2008       | St. Louis Blues         | NHL             | 82                       | 16                       | 49                       | 65                       | 50                       | —                        | —                        | —                        | —                        | —                        |                          |           |
| 2008–2009       | St. Louis Blues         | NHL             | 11                       | 2                        | 13                       | 15                       | 2                        | —                        | —                        | —                        | —                        | —                        |                          |           |
| 2009–2010       | St. Louis Blues         | NHL             | 75                       | 18                       | 25                       | 43                       | 36                       | —                        | —                        | —                        | —                        | —                        |                          |           |
| NHL Összesített | NHL Összesített         | NHL Összesített | 989                      | 402                      | 587                      | 989                      | 399                      | 46                       | 16                       | 23                       | 39                       | 12                       |                          |           |
| HE Összesített  | HE Összesített          | HE Összesített  | 51                       | 33                       | 91                       | 124                      | 16                       | —                        | —                        | —                        | —                        | —                        |                          |           |

## Konfliktusok Kariya körül
Kariya soha sem tartozott az olcsó játékosok közé (kivéve a Colorado-ban eltöltött szezont, de erről majd még később), ennek köszönhetően számtalanszor okozott fejfájást a mindenkori klubvezetésnek.
- Legelőször az 1997-'98-as szezonban követelt komolyabb anyagi áldozatot a Ducks vezetőitől, aminek köszönhetően december 22-én lépett jégre először a kiírásban. Ám nem jutott túl sok szóhoz, mivel egy komoly agyrázkódás a szezon végét jelentette mind az ő, mind a csapat számára. Kariya csak 22 meccset játszott, az Anaheim pedig elkönyvelhette minden idők eddigi legrosszabb mérlegét.
- 2003-ban a döntőt követő ceremónián megígérte a csapat drukkereinek, hogy egy évvel később Anaheim lesz a Stanley kupa otthona. A szóbeli megállapodást meg is kötötte a vezetőséggel, amelynek keretein belül fizetéscsökkentés szerepelt annak érdekében, hogy Selanne-t visszahozzák a csapatba, és egyesítsék ismét a régi nagy duót. Ám egy kósza gondolattól vezérelve kihasználva saját státuszát, és szabadügynökként a Selanneval karöltve a Colorado csapatába igazolt. Saját állítása szerint azért, mert az akkor fénykorát élő Avalanche bombaerős keretében nagyobb esély mutatkozott a végső győzelem megszerzésére. Két csuklótörés és egy magához képest gyenge szezonnak köszönhetően leszerepelt, az egyéves kitérő pedig csúfos kudarcként zárult.

## Nemzetközi pályafutás
Kariya azon játékosok közé tartozik, aki a Világkupa kivételével minden nemzetközi címet elnyert már, kezdve a junior világbajnokságtól, egészen az olimpiai bajnoki címig.
- 1992 Junior Jégkorong Világbajnokság
- 1993 Junior Jégkorong Világbajnokság (aranyérem)
- 1993 Felnőtt Jégkorong világbajnokság
- 1994 Téli Olimpia/Lillehammer (ezüstérem)
- 1994 Felnőtt Jégkorong Világbajnokság (aranyérem)
- 1996 Felnőtt Jégkorong Világbajnokság
- 2002 Téli Olimpia/Salt Lake City (aranyérem)

| Év                | Csapat            | Esemény           |    | MSz | G  | A  | P  | B |
| ----------------- | ----------------- | ----------------- | -- | --- | -- | -- | -- | - |
| 1992              | Kanada            | JVB               | 6  | 1   | 1  | 2  | 2  |   |
| 1993              | Kanada            | JVB               | 7  | 2   | 6  | 8  | 2  |   |
| 1993              | Kanada            | VB                | 8  | 2   | 7  | 9  | 0  |   |
| 1994              | Kanada            | Olimpia           | 8  | 3   | 4  | 7  | 2  |   |
| 1994              | Kanada            | VB                | 8  | 5   | 7  | 12 | 2  |   |
| 1996              | Kanada            | VB                | 8  | 4   | 3  | 7  | 2  |   |
| 2002              | Kanada            | Olimpia           | 6  | 3   | 1  | 4  | 0  |   |
| Nemz. Összesített | Nemz. Összesített | Nemz. Összesített | 51 | 20  | 29 | 49 | 10 |   |

## Magánélet
- Négyen vannak testvérek, három fiú és egy lány. Mind a három fiú jégkorongozik. Rendhagyó módon egyetlen lánytestvére, Noriko Kariya az ökölvívásban képviselteti magát, váltósúlyban versenyez.
- Paul Kariya nőtlen, gyerekei nincsenek. Szabadidejében két nagy hobbijának, a tenisznek és a golfnak hódol legszívesebben.
- Köztudott róla, hogy ha jótékonykodásról van szó, akkor mindig mélyen a zsebébe nyúl. Nem egy alkalommal adott már különböző kórházaknak kimondottan nagy összegeket.
- Hatalmas barátságot ápol egykori játékostársával, Teemu Selännevel, akivel jelentős szabadidőt tölt együtt, ha teheti.